# Litobothrium janovi
Litobothrium janovi is een lintworm (Platyhelminthes; Cestoda). De worm is tweeslachtig. De soort leeft als parasiet in andere dieren.
Het geslacht Litobothrium, waarin de lintworm wordt geplaatst, wordt tot de familie Litobothriidae gerekend. De wetenschappelijke naam van de soort werd voor het eerst geldig gepubliceerd in 2001 door Olson & Caira.